# Liste von Kraftwerken in Belgien
Die Kraftwerke in Belgien werden sowohl auf einer Karte als auch in Tabellen (mit Kennzahlen) dargestellt. Die Liste ist nicht vollständig.

## Installierte Leistung und Jahreserzeugung
Laut CIA verfügte Belgien im Jahr 2020 über eine (geschätzte) installierte Leistung von 26,929 GW; der Stromverbrauch lag bei 81,171 Mrd. kWh. Der Elektrifizierungsgrad lag 2020 bei 100 %. Belgien war 2020 ein Nettoexporteur von Elektrizität; es exportierte 14,053 Mrd. kWh und importierte 13,394 Mrd. kWh.
Laut der Energy Information Administration (EIA) stieg die installierte Leistung von 11 GW im Jahr 1980 auf 28 GW im Jahr 2021; die Jahreserzeugung stieg von 51 Mrd. kWh im Jahr 1980 auf 95 Mrd. kWh im Jahr 2021.
Installierte Leistung (in GW). Quelle: EIA
Jahreserzeugung (in Mrd. kWh). Quelle: EIA

## Karte
| Amercoeur |

| Angleur |

| Awirs |

| BASF |

| Belwind |

| BR-3 |

| Bütgenbach |

| CooTroisPonts |

| Doel |

| Drogenbos |

| Herdersbrug |

| Knippegroen |

| Laakdal |

| Langerlo |

| Marcinelle |

| Nobelwind |

| Norther |

| Northwester 2 |

| Northwind |

| Plate-Taille |

| Rentel |

| Ringvaart |

| Robertville |

| Rodenhuize |

| Ruien |

| Saint-Ghislain |

| Seraing |

| Thorntonbank |

| Tihange |

| Vilvoorde |

## Kernkraftwerke
Mit Stand Juni 2023 werden in Belgien an 2 Standorten 5 Reaktorblöcke mit einer installierten Nettoleistung von zusammen 3928 MW betrieben; 3 Blöcke an 3 Standorten mit einer installierten Nettoleistung von zusammen 2024 MW wurden bereits endgültig stillgelegt. Der erste kommerziell genutzte Reaktorblock ging 1962 in Betrieb.
In Belgien wurden 2011 in Kernkraftwerken insgesamt 45,9 Mrd. kWh (Netto) erzeugt; damit hatte die Kernenergie einen Anteil von 54 Prozent an der Gesamtstromerzeugung. Im Jahr 2022 wurden 41,617 Mrd. kWh erzeugt; damit betrug ihr Anteil 46,4 Prozent an der Gesamtstromerzeugung.
| Name    | Block | Reaktortyp | Modell    | Status      | Netto- leistung in MWe (Design) | Brutto- leistung in MWe | Therm. Leistung in MWt | Baubeginn  | Erste Kritikalität | Erste Netzsyn- chronisation | Kommer- zieller Betrieb | Abschal- tung (geplant) | Einspeisung in TWh |
| ------- | ----- | ---------- | --------- | ----------- | ------------------------------- | ----------------------- | ---------------------- | ---------- | ------------------ | --------------------------- | ----------------------- | ----------------------- | ------------------ |
| BR-3    | 1     | PWR        | Prototype | Stillgelegt | 10 (11)                         | 12                      | 41                     | 01.11.1957 | 29.08.1962         | 10.10.1962                  | 10.10.1962              | 30.06.1987              | 0,76               |
| Doel    | 1     | PWR        | WH 2LP    | Stillgelegt | 445 (392)                       | 454                     | 1311                   | 01.07.1969 | 18.07.1974         | 28.08.1974                  | 15.02.1975              | 14.02.2025              | 143,91             |
| Doel    | 2     | PWR        | WH 2LP    | In Betrieb  | 445                             | 454                     | 1311                   | 01.09.1971 | 04.08.1975         | 21.08.1975                  | 01.12.1975              | (01.12.2025)            | 142,25             |
| Doel    | 3     | PWR        | WH 3LP    | Stillgelegt | 1006 (890)                      | 1056                    | 3054                   | 01.01.1975 | 14.06.1982         | 23.06.1982                  | 01.10.1982              | 23.09.2022              | 270,92             |
| Doel    | 4     | PWR        | WH 3LP    | In Betrieb  | 1038 (1000)                     | 1090                    | 2988                   | 01.12.1978 | 31.03.1985         | 08.04.1985                  | 01.07.1985              | (2035)                  | 286,54             |
| Tihange | 1     | PWR        | Framatome | In Betrieb  | 962 (870)                       | 1009                    | 2873                   | 01.06.1970 | 21.02.1975         | 07.03.1975                  | 01.10.1975              | (01.10.2025)            | 314,56             |
| Tihange | 2     | PWR        | WH 3LP    | Stillgelegt | 1008 (900)                      | 1055                    | 3064                   | 01.04.1976 | 05.10.1982         | 13.10.1982                  | 01.06.1983              | 01.02.2023              | 270,83             |
| Tihange | 3     | PWR        | WH 3LP    | In Betrieb  | 1038 (1020)                     | 1089                    | 3000                   | 01.11.1978 | 05.06.1985         | 15.06.1985                  | 01.09.1985              | (2035)                  | 297,10             |

1. ↑  Der IAEA wurden für den Block 1 des KKW BR-3 für die Jahre 1962 bis 1972 und 1980 bis 1981 keine Daten bzgl. der Jahreserzeugung geliefert.
2. ↑  Framatome 3 loops reactor
3. ↑  Der IAEA wurden für den Block 3 des KKW Tihange für das Jahr 1985 keine Daten bzgl. der Jahreserzeugung geliefert.

## Wärmekraftwerke
| Name           | Block   | Inst. Leistung (MW) | Typ / Brennstoff     | Status      | Anmerkung                                                                                           |
| -------------- | ------- | ------------------- | -------------------- | ----------- | --------------------------------------------------------------------------------------------------- |
| Amercoeur      | 1       | 430                 | GuD, Erdgas          | in Betrieb  | 1 × 280 MW; 1 × 150 MW                                                                              |
| Amercoeur      | 2       | 127                 | Kohle                | stillgelegt | |
| Angleur        |         | 178                 | Gasturbinen          | in Betrieb  | 2 × 25 MW; 2 × 64 MW                                                                                |
| Awirs          | 1 bis 5 | 650                 | Kohle                | stillgelegt | 2 × 50 MW, 1 × 125 MW: stillgelegt 1998; 1 × 125 MW: stillgelegt 2020; 1 × 300 MW: stillgelegt 2013 |
| BASF-Antwerpen |         | 402                 | GuD, Erdgas          | in Betrieb  | |
| Drogenbos      | 1       | 78                  | Gasturbine           | stillgelegt | |
| Drogenbos      | 2       | 430                 | GuD, Erdgas          | in Betrieb  | 2 × 145 MW, 1 × 170 MW                                                                              |
| Herdersbrug    | 1       | 460                 | GuD, Erdgas          | in Betrieb  | 2 × 150 MW, 1 × 160 MW                                                                              |
| Knippegroen    |         | 350                 | Gichtgas             | in Betrieb  | |
| Langerlo       | 1 bis 4 | 556                 | Steinkohle, Erdgas   | stillgelegt | 2 × 235 MW; 2 × 43 MW; stillgelegt im April 2017                                                    |
| Marcinelle     | 1       | 420                 | GuD, Erdgas          | in Betrieb  | 1 × 280 MW, 1 × 140 MW                                                                              |
| Ringvaart      | 1       | 360                 | GuD, Erdgas          | in Betrieb  | 1 × 230 MW, 1 × 130 MW                                                                              |
| Rodenhuize     | 1 bis 3 | 387                 | Steinkohle, Schweröl | stillgelegt | 1 × 129 MW: stillgelegt 2001; 2 × 129 MW: stillgelegt 2011                                          |
| Rodenhuize     | 4       | 180                 | Biomasse             | in Betrieb  | |
| Ruien          |         | 889                 | Steinkohle           | stillgelegt | stillgelegt im März 2013 und danach abgerissen                                                      |
| Saint-Ghislain | 1       | 350                 | GuD, Erdgas          | in Betrieb  | 1 × 225 MW, 1 × 125 MW                                                                              |
| Seraing        | 1       | 460                 | GuD, Erdgas          | in Betrieb  | 2 × 150 MW, 1 × 160 MW                                                                              |
| Vilvoorde      | 1 bis 2 | 250                 | Steinkohle, Schweröl | stillgelegt | stillgelegt und danach abgerissen                                                                   |
| Vilvoorde      | 3       | 255                 | Gasturbine           | in Betrieb  | |

## Wasserkraftwerke
| Name                  | Anz. Turb. | Inst. Leistung (MW) | Fluss       | Status     | Anmerkung              |
| --------------------- | ---------- | ------------------- | ----------- | ---------- | ---------------------- |
| Robertville (Bévercé) | 1          | 9,2                 | Warche      | in Betrieb |                        |
| Bütgenbach            | 1          | 1,8                 | Warche      | in Betrieb |                        |
| Coo-Trois-Ponts       | 6          | 1.164               | Amel        | in Betrieb | 3 × 158 MW, 3 × 230 MW |
| Plate-Taille          |            | 143                 | Eau d'Heure | in Betrieb |                        |

1. 1 2  Es handelt sich um ein Pumpspeicherkraftwerk.

## Windkraftwerke
Ende 2024 waren für Belgien Windkraftanlagen (WKA) mit einer installierten Leistung von 5648 MW in Betrieb, 3386 MW an Land (60,0 %) und 2261 MW offshore (40,0 %). 2024 lieferten sie 16 % des benötigten Stroms (2023: 18 %).

### Onshore
| Name des Windparks | Inst. Leistung (MW) | Anzahl WKA | Status     | Inbetriebnahme |
| ------------------ | ------------------- | ---------- | ---------- | -------------- |
| Laakdal            | 9                   | 6          | in Betrieb | 2006           |

### Offshore
Die Windparks sind zunächst in betriebene, in Bau befindliche und geplante Windparks gegliedert. Anschließend sind die Windparks nach ihrem Fertigstellungsdatum und danach alphabetisch geordnet.
| Name                                | Leistung (MW)         | Windkraftanlagentyp (Leistung, Rotordurchmesser)                          | Anzahl WKAs    | Koordinaten                 | Status     | Inbetriebnahme | Quellen, Anmerkungen |
| ----------------------------------- | --------------------- | ------------------------------------------------------------------------- | -------------- | --------------------------- | ---------- | -------------- | -------------------- |
| Belwind (Bligh Bank Phase 1)        | 171                   | 55 × Vestas V90-3.0 (3,0 MW, 90 ) 1 × Alstom Haliade 150 (6,0 MW, 150 m)  | 56             | 51° 40′ 12″ N, 2° 48′ 7″ O  | in Betrieb | 2010           |                      |
| Thorntonbank (C-Power Phasen 1–3)   | 325,68                | 6 × REpower 5M (5,08 MW, 126,5 m) 48 × REpower 6.2M126 (6,15 MW, 126,5 m) | 54             | 51° 32′ 24″ N, 2° 56′ 24″ O | in Betrieb | 2009 2012 2013 |                      |
| Northwind                           | 216                   | Vestas V112-3.0 (3,0 MW, 112 m)                                           | 72             | 51° 37′ 0″ N, 2° 54′ 0″ O   | in Betrieb | 2014           |                      |
| Nobelwind (Bligh Bank Phase 2)      | 165                   | Vestas V112-3.3 (3,3 MW, 112 m)                                           | 50             | 51° 39′ 36″ N, 2° 49′ 12″ O | in Betrieb | 2017           |                      |
| Rentel                              | 308,7                 | Siemens SWT-7.0-154 (7,35 MW, 154 m)                                      | 42             | 51° 35′ 28″ N, 2° 56′ 38″ O | in Betrieb | 2019           |                      |
| Norther                             | 370                   | MHI Vestas V164-8.0 MW (8,4 MW, 164 m)                                    | 44             | 51° 31′ 37″ N, 3° 0′ 50″ O  | in Betrieb | 2019           |                      |
| Northwester 2                       | 218,5                 | MHI Vestas V164-9.5 MW (9,5 MW, 164 m)                                    | 23             | 51° 41′ 10″ N, 2° 45′ 25″ O | in Betrieb | 2020           |                      |
| Seamade (Zonen Mermaid und Seastar) | 487,2 (235,2 und 252) | Siemens Gamesa SG 8.0-167 DD (8,4 MW, 167 m)                              | 58 (28 und 30) | 51° 43′ 8″ N, 2° 44′ 20″ O  | in Betrieb | 2020           |                      |